# المعهد الشرقي (شيكاغو)
المعهد الشرقي (اختصارًا OI) تأسس في عام 1919، هو مركز بحوث متعدد التخصصات بجامعة شيكاغو لدراسات الشرق الأدنى القديمة (المشرق) ومتحف الآثار. أسسه للجامعة الأستاذ جيمس هنري بريستد بأموال تبرع بها روكفلر. يجري المعهد أبحاثًا حول الحضارات القديمة في جميع أنحاء الشرق الأدنى، بما في ذلك في فروعه مثل شيكاغو هاوس في الأقصر في مصر. يعرض المعهد علنًا مجموعة واسعة من القطع الأثرية المتعلقة بالحضارات القديمة في مبنى الحرم الجامعي في هايد بارك ، مجتمع شيكاغو. وفقًا لعالم الأنثروبولوجيا باركنسون William Parkinson ، تعد مقتنيات المعهد الشرقي «للشرق الأدنى أو جنوب غرب آسيا ومصر» واحدة من أفضل المجموعات في العالم.

## التاريخ
في أوائل القرن العشرين، بنى جيمس هنري بريستيد مجموعة متحف هاسكل الشرقي، الذي أشرف عليه جنبًا إلى جنب مع عمله الميداني، وواجبات التدريس. ومع ذلك، فقد حلم بإنشاء معهد للبحوث، «مختبر لدراسة نشوء الحضارة وتطورها»، والذي من شأنه أن يتتبع أثر الحضارة الغربية إلى جذورها في الشرق الأوسط القديم.
مع اقتراب الحرب العالمية الأولى من نهايتها، شعر بريستد بفرصة لاستخدام نفوذه في المناخ السياسي الجديد لخلق فرص للوصول إلى مواقع الآثار ودراستها. كتب إلى جون دافيسون روكفلر الابن، واقترح تأسيس ما سيصبح المعهد الشرقي. كان من الأساسي لتنفيذ خطته البدء برحلة بحثية عبر الشرق الأوسط، والتي اقترحها بريستد بتفاؤل وبين أن الرحلة مستعدة لاستقبال العلماء مرة أخرى بعد اضطرابات الحرب. تلقى بريستد رداً من روكفلر تعهد فيه بمبلغ 50.000 دولار على مدى خمس سنوات للمعهد الشرقي. كما أكد روكفلر لرئيس جامعة شيكاغو جودسون Harry Pratt Judson أنه سيتعهد بمبلغ 50,000 دولار أخرى لهذا المشروع. ساهمت جامعة شيكاغو بدعم إضافي، وفي ايار1919 تم تأسيس المعهد الشرقي. يقع المعهد في مبنى مشيد على الطراز قوطي. تم الانتهاء من البناء في عام 1930، وجرى تخصيص المبنى للمعهد في عام 1931.
في التسعينات، أسس ويلكنسون Tony Wilkinson «مركز المشاهد الشرق أوسطية القديمة» في المعهد. يتمثل دورها في تقصي الشرق الأوسط من خلال علم الآثار الجغرافي وتحليل البيانات المكانية، بما في ذلك صور عقود عديدة من التصوير الجوي في الشرق الأوسط، وخرائط المسح، بالإضافة إلى صور الأقمار الصناعية الحديثة.

## الأبحاث والمقتنيات

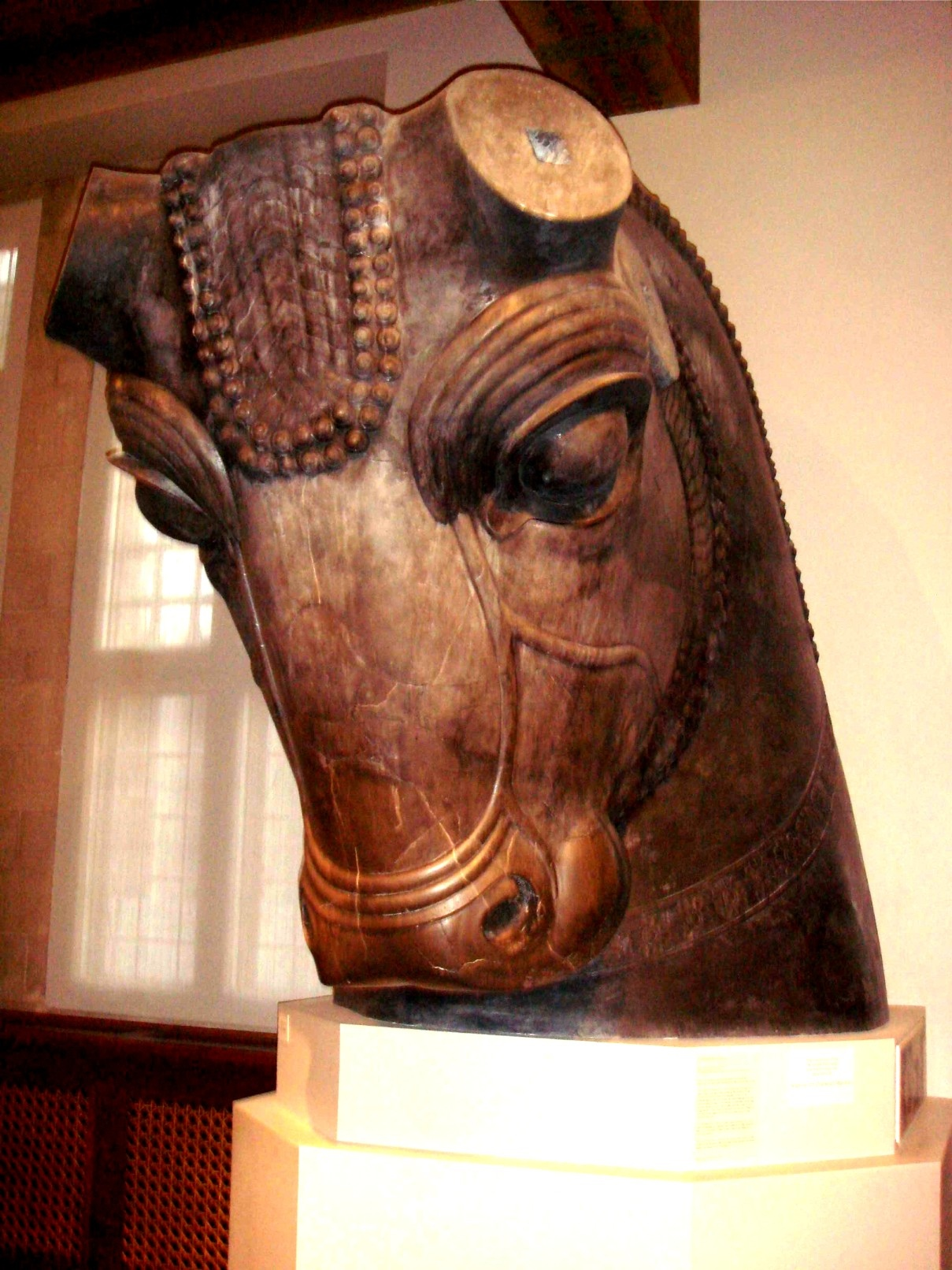
رأس ثور كان يحرس مدخل قاعة المائة عمود في برسيبوليس

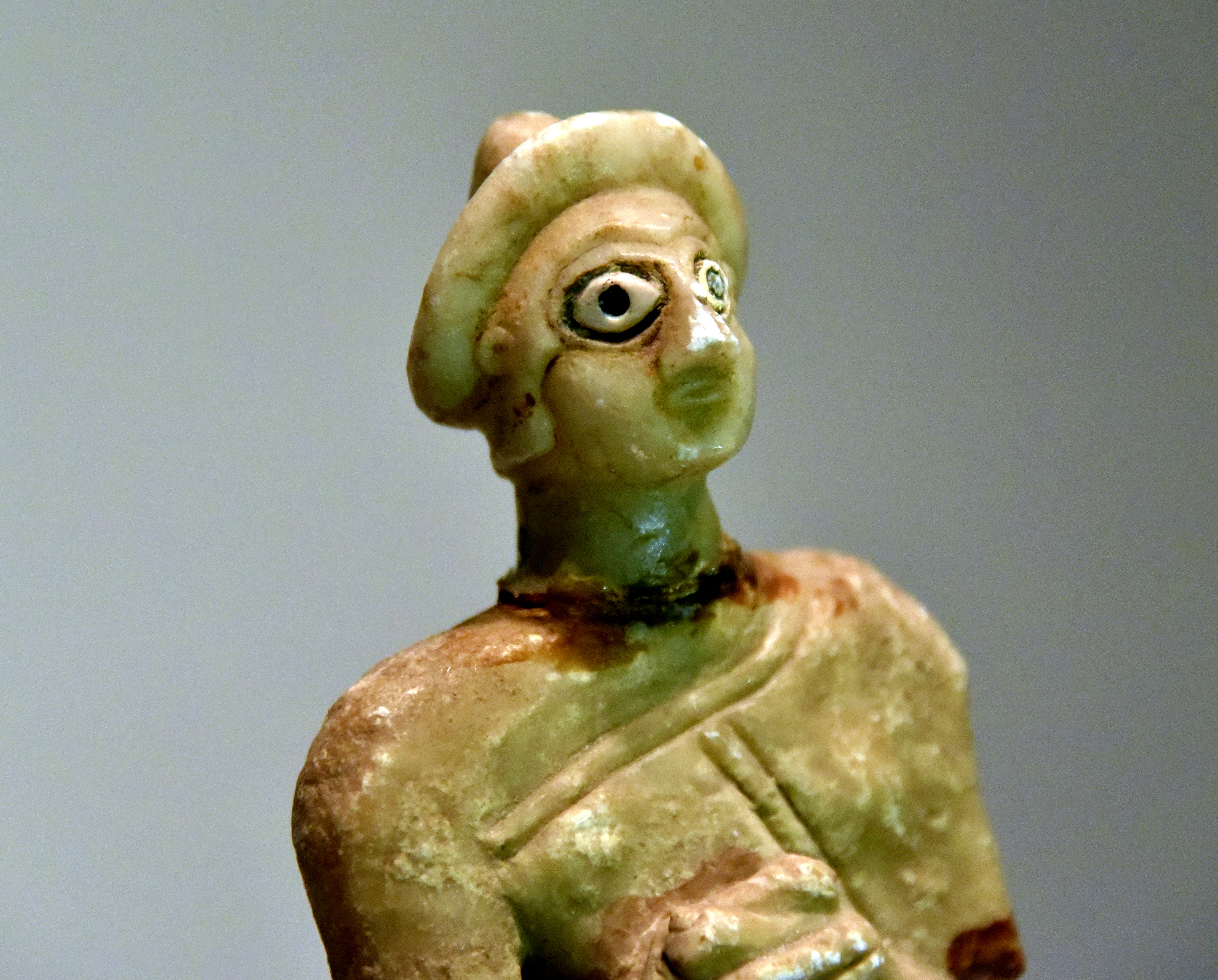
اكتشف رأس هذه الأنثى السومرية في خفاجة (الموسم الرابع) من قبل المعهد الشرقي ، الآن في متحف السليمانية ، كردستان العراق

يوجد في متحف المعهد الشرقي قطع أثرية من حفريات في مصر وفلسطين وسوريا وتركيا والعراق وإيران. تشمل الأعمال البارزة في المجموعة عاجيات مجدو الشهيرة؛ وكنوز مختلفة من برسيبوليس، العاصمة الفارسية القديمة؛ مجموعة من برونزيات لرستان؛ ولاماسو (ثور مجنح برأس إنسان) ضخم يزن 40 طنا من دور شروكين (خورسباد)، عاصمة سرجون الثاني. وتمثال ضخم للملك توت عنخ آمون. الدخول للمتحف مجاني، مع تشجيع الزوار على التبرع.
المعهد الشرقي هو مركز للبحث النشط في الشرق الأدنى القديم. تحتوي الطوابق العليا للمبنى على مكتبة وقاعات دراسية ومكاتب أعضاء هيئة التدريس، كما يبيع متجر الهدايا الخاص به، كتبًا دراسية لفصول الجامعة حول دراسات الشرق الأدنى. بالإضافة إلى تنفيذ العديد من الحفريات في الهلال الخصيب، ساهم علماء المعهد الشرقي في فهم أصول الحضارة الإنسانية. مصطلح «الهلال الخصيب» صاغه جيمس هنري برستد، مؤسس المعهد الشرقي، الذي عمم فكرة علاقة نهضة الحضارة في الشرق الأدنى بتطور الثقافة الأوروبية.
في عام 2011، من بين مشاريع أخرى، أكمل علماء المعهد الشرقي نشر قاموس شيكاغو الآشوري المؤلف من 21 مجلدًا، وهو عمل مرجعي ثقافي أساسي. بدأ العمل عليه في عام 1921 من قبل برستد، واستمر من قبل إدوارد شيرا Edward Chiera وإيغناس جيلب، ونشر المجلد الأول في عام 1956. قادت الدكتورة إيريكا راينر Erica Reiner، بصفتها رئيسة التحرير، فرق البحث لمدة 44 عامًا. وقد خلفتها الدكتورة مارثا روث Martha T. Roth، عميد العلوم الإنسانية في الجامعة. قواميس مماثلة جاري العمل عليها، بما في ذلك قاموس شيكاغو الحيثي وواحد آخر للديموطيقية.

### بيت شيكاغو
يشرف المعهد على أعمال بيت شيكاغو في الأقصر ، مصر. يقوم المرفق المصري، الذي تأسس عام 1924، بإجراء مسح للكتابات ويوثق ويبحث في المواقع التاريخية في الأقصر. كما يدير الفرع الصيانة الأثرية في مواقع مختلفة.

## حالة ألواح فارسية

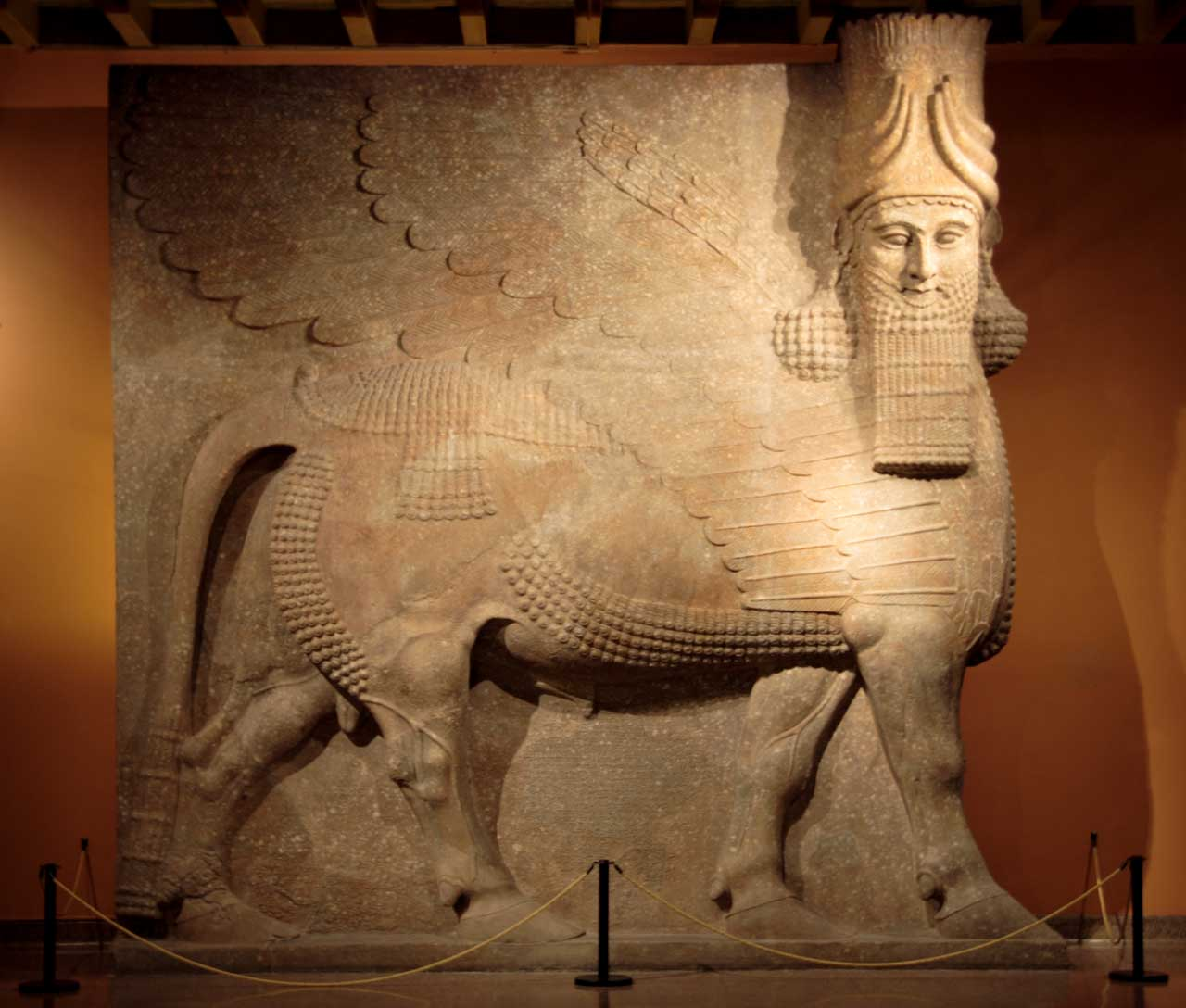
لاماسو من قصر سرجون الثاني في دور شاروكين

في عام 2006، كان المعهد الشرقي مركزًا للجدل عندما سعى حُكم محكمة فيدرالية أمريكية للاستيلاء على مجموعة قيمة من الألواح الفارسية القديمة التي يحتفظ بها المتحف وبيعها بالمزاد العلني. كانت العائدات لتعويض ضحايا تفجير عام 1997 في شارع بن يهودا بالقدس، وهو هجوم ادعت الولايات المتحدة أن إيران مولته. هدد الحكم ببيع مجموعة لا تقدر بثمن من ألواح الطين القديمة، التي يحتفظ بها المعهد الشرقي منذ الثلاثينيات، ولكنها مملوكة لإيران. جرى إعارة ألواح الطين الأخمينية (أو برسيبوليس ) إلى جامعة شيكاغو في عام 1937. وكانت قد اكتشفت في برسيبوليس، إيران من قبل علماء الآثار في شيكاغو في عام 1933 وهي ملكًا للمتحف الوطني لإيران ومنظمة التراث الثقافي والسياحة والصناعات التقليدية الإيرانية. وإعارة القطع الأثرية كانت على أساس أنها ستتم إعادتها إلى إيران. تعود ألواح برسيبوليس، عاصمة الإمبراطورية الأخمينية، إلى حوالي 500 قبل الميلاد.
تقدم ألواح الطين عرضًا للحياة اليومية، مع تحديد عناصر مثل الحصص اليومية للشعير الممنوحة للعمال في المناطق القريبة من الإمبراطورية. كانت ألواح الطين ترسل إلى العاصمة لتقديم سجل لما كانوا يدفعون للعمال. يقول جيل شتاين، المدير السابق للمعهد الشرقي، إن التفاصيل تتعلق إلى حد كبير بالغذاء للناس في البعثات الدبلوماسية أو العسكرية. يبلغ حجم كل لوح طيني حوالي نصف حجم مجموعة أوراق اللعب واسلوب كتابتها عيلامي، وهي لغة منقرضة ربما يفهمها عشرات العلماء في العالم.

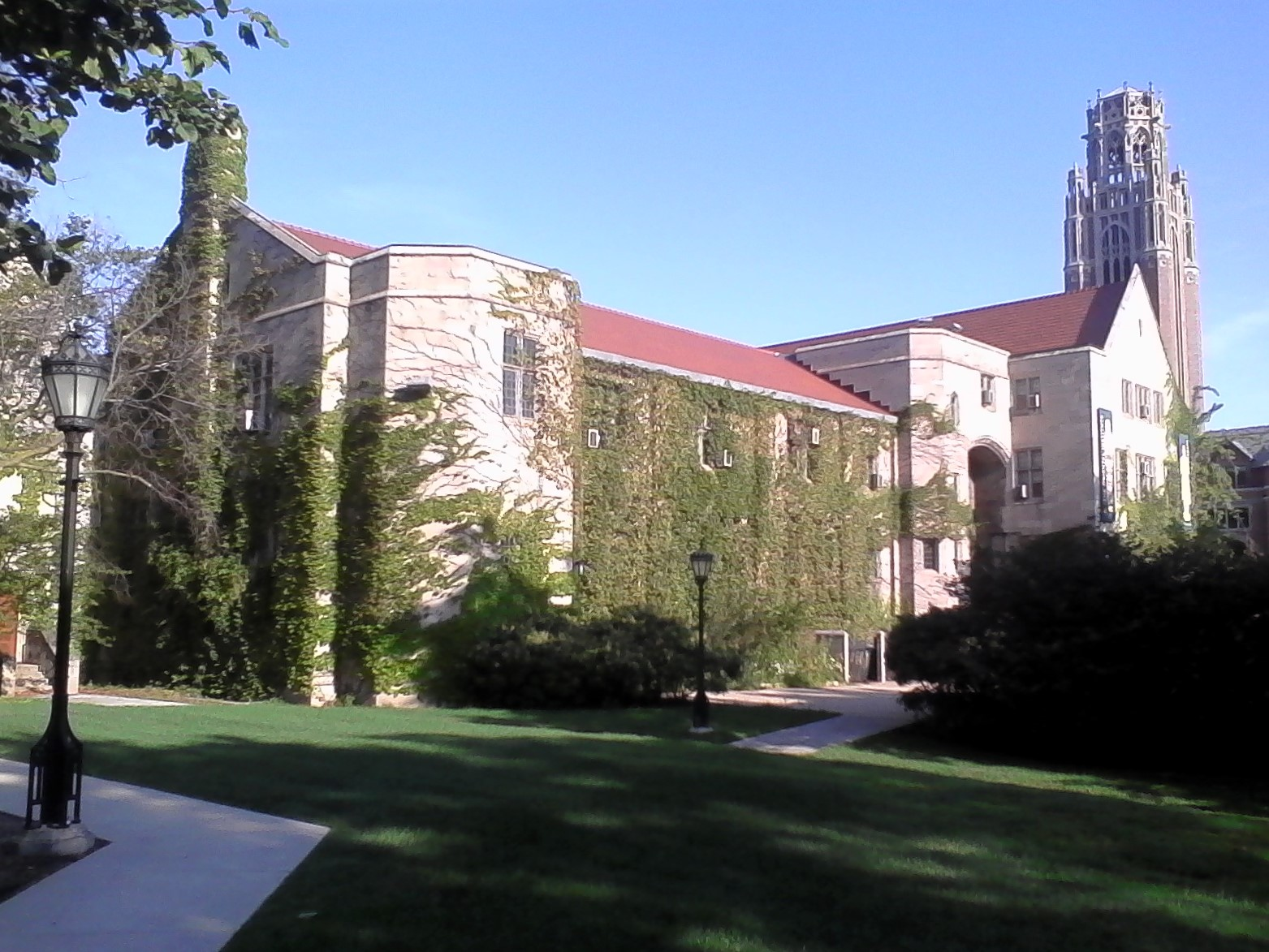
المعهد الشرقي بجامعة شيكاغو

وصف شتاين تلك الألواح بأنها توفر «الفرصة الأولى لسماع الفرس يتحدثون عن إمبراطوريتهم الخاصة». وقارنها تشارلز جونز Charles Jones، وهو باحث مشارك وأمين مكتبة في المعهد الشرقي وخبير ألواح الطين، بـ «إيصالات بطاقات الائتمان». معظم المعرفة الحالية عن الإمبراطورية الفارسية القديمة قدمها آخرين، وأشهرهم راوي القصص اليوناني هيرودوت. وأضاف شتاين: «إنها قيمة لأنها مجموعة من ألواح الطين، الآلاف منها من نفس الأرشيف. إنها مثل خزانة الملفات نفسها. إنها ذات قيمة علمية جدًا». كان المعهد الشرقي يعيد الألواح إلى إيران على دفعات صغيرة. منذ ثلاثينيات القرن العشرين، أعاد المعهد عدة مئات من الألواح والشظايا إلى إيران وكان يستعد لشحنة أخرى عندما بدأ الإجراء القانوني. وفي وقت لاحق، ألغت محكمة الاستئناف الأمر،  وفي عام 2018، أكدت المحكمة العليا للولايات المتحدة الحكم اللاحق القائل بأن المجموعة لا يمكن أخذها من المعهد الشرقي لاستيفاء الحكم.

## أكاديميون بارزون
قائمة المديرين: 
- 1919-1935: جيمس هنري بريستد؛ المدير الافتتاحي
- 1936-1946: جون أ. ويلسون John A. Wilson
- 1950-1960: كارل هرمان كرلينغ Carl Hermann Kraeling
- 1962-1968: روبرت ماكورميك آدمز جونيور. Robert McCormick Adams Jr.
- 1968-1972: جورج ر. هيوز George R. Hughes
- 1972-1981: جون أ. برينكمان John A. Brinkman
- 1981-1983: روبرت ماكورميك آدمز جونيور؛ مرة أخرى
- 1983-1989: جانيت هـ.جونسون Janet H. Johnson
- 1989-1997: وليام مارفن سومنر William Marvin Sumner
- 1997-2002: جين ب غراغ Gene B. Gragg
- 2002-2017: جيل شتاين
- 2017 إلى الوقت الحاضر: كريستوفر وودز Christopher Woods

## روابط خارجية
- الموقع الرسمي
- المعهد الشرقي في معهد جوجل الثقافي
- Abzu - دليل لفتح مواد الوصول للشرق الأدنى القديم
- قاعدة بيانات على موقع المعهد الشرقي على الإنترنت تحتفظ بها الدكتورة كليمنس ريشيل لتوثيق القطع الأثرية المسروقة من متحف العراق في أبريل 2003
- مشروع أرشيف تحصين برسبوليس
- المعهد الشرقي: شظايا لتاريخ مؤسسة. مشروع تعاوني يهدف إلى تركيز الأفكار والأفكار على تاريخ المعهد الشرقي لجامعة شيكاغو